# Lendas
Lendas oder Lentas (griechisch Λέντας (m. sg.)) ist ein Ort an der Südküste der griechischen Insel Kreta mit rund 80 Einwohnern. Die (Volks-)Etymologie leitet den Namen vom altgriechischen Wort für Löwe (λέων, leōn; Akk. altgriechisch λέοντα, leonta → altgriechisch λέοντας, leontas → Lentas) ab, weil in der vorgelagerten Landzunge die Form dieses Tieres erkennbar ist.

## Geschichte

Lendas

Besiedelungsspuren lassen sich in Lendas bis in das 3. und 2. Jahrtausend v. Chr. zurückführen. Seine Blüte erlebte der Ort in der griechischen und römischen Epoche der Antike, als sich hier der wichtige Hafen Leben oder Lebena befand. Möglicherweise war dieser Hafen abhängig von Gortyn.
Seit dem 5. Jahrhundert v. Chr. war Lendas wegen seines Asklepios-Heiligtums berühmt. Spuren dieses Heiligtums sind heute noch zu sehen.
Dort gab es eine Quelle, die heute aber ausgetrocknet ist. Die Behauptung, dass es sich dabei um eine antike Heilquelle gehandelt habe, stimmt so nicht. Die antiken Griechen kannten den Gedanken des zu trinkenden Heilwassers noch nicht, er kommt erst in späterer Zeit auf. Wasser diente in solchen religiösen Bezirken vor allem der kultischen Reinigung.
In den 1980er Jahren war Lendas ein beliebtes Ziel für Rucksacktouristen, die vor allem in der westlich des Ortes gelegenen Bucht als geduldete Wildcamper unterkamen. Heute steht an gleicher Stelle der Ort Dytiko.

## Verkehr
Lendas ist täglich außer Samstag und Sonntag mit dem Überlandbus von Iraklio nach Matala aus zu erreichen, wobei in Agii Deka oder Mires in den Bus nach Lendas umgestiegen werden muss.

## Strände und Wanderwege

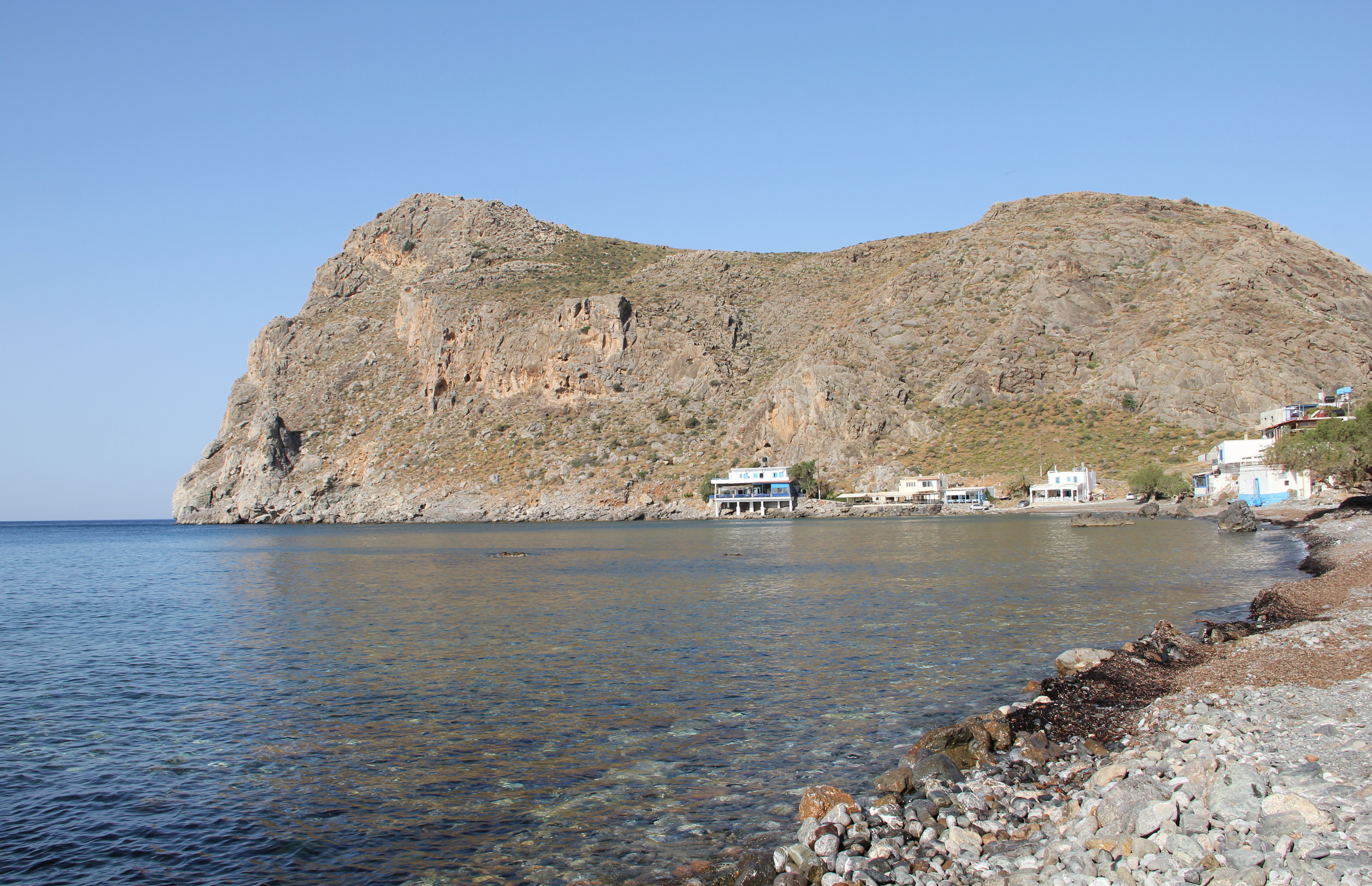
Der Löwe von Lendas

Neben dem schmalen Ortstrand gibt es westlich von Lendas den einen Kilometer langen Dyskos-Strand, an dem sich etliche Tavernen befinden. Östlich vom Ort führt ein Küstenpfad zu den Stränden Petrakis und Loutro, an letzterem gibt es einen kleinen Fischerhafen. Von dort erreicht man durch eine kleine Schlucht das Kap Trachoulas mit einem weiteren Badestrand.
Lendas ist ein guter Ausgangspunkt für Wanderungen durch das Asterousia-Gebirge. Wanderziele in dem bis zu 1231 m hohen Bergzug sind der Berg Kofinas und das Kloster Koudouma.